# St. Mauritius (Gleizendorf)

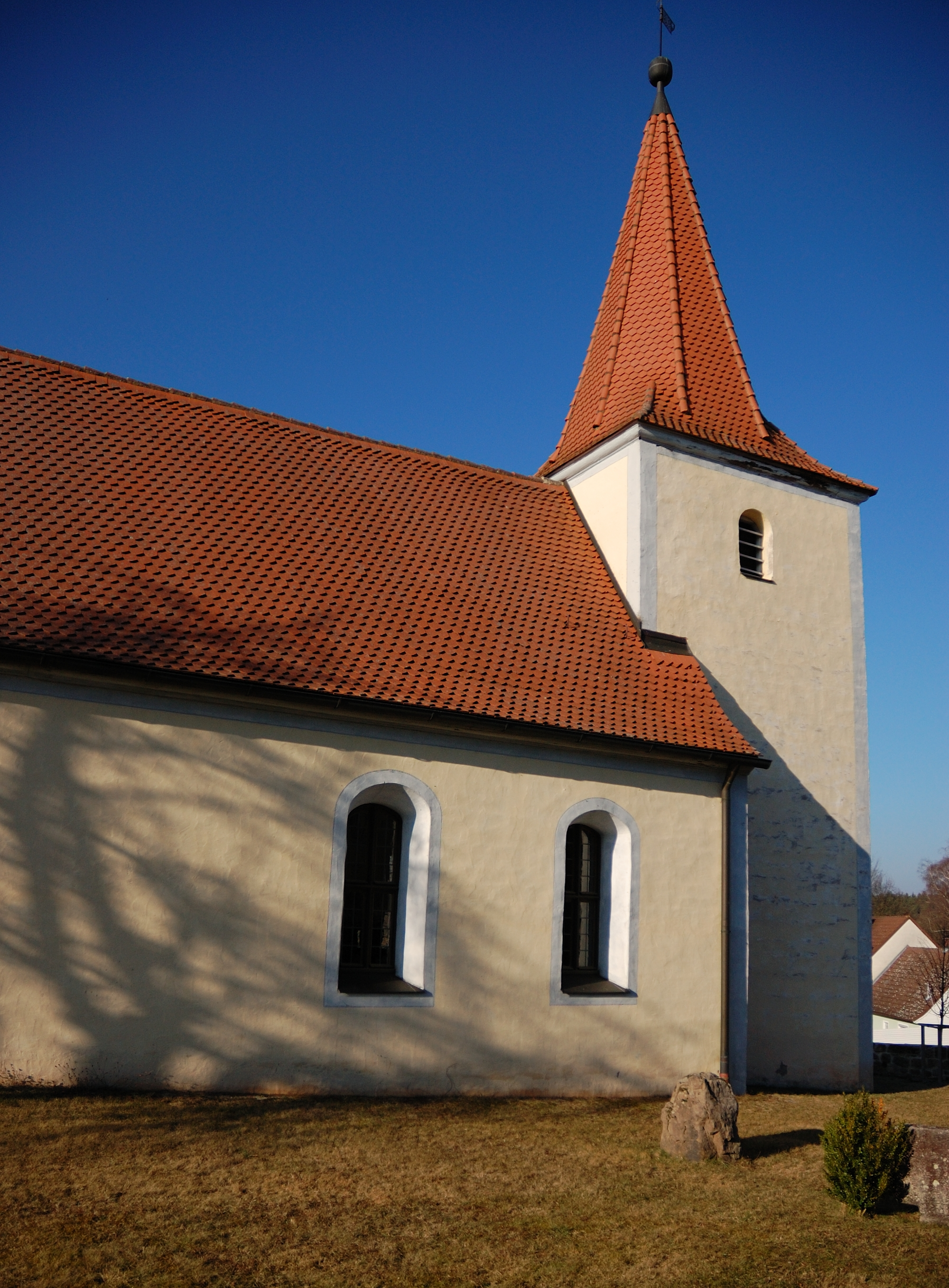
St. Mauritius in Gleizendorf

St. Mauritius ist eine in Gleizendorf gelegene, nach dem Heiligen Mauritius benannte Kirche, die zur evangelisch-lutherischen Pfarrei St. Peter in Petersaurach (Dekanat Windsbach) gehört.

## Geschichte
Erstmals namentlich erwähnt wurde die aus dem 13. Jahrhundert stammende Kirche 1435 in einem besiegelten Pergamentbrief, in dem steht, dass die Herren von Heideck diese Kirche gestiftet haben mit der Auflage, dass einmal wöchentlich von dem Pfarrer von St. Peter dort Gottesdienst zu halten sei. Der Gottesdienst wurde vom Petersauracher Pfarrer Peter Lössing versehen.
Während des Dreißigjährigen Krieges wurde die Kirche schwer beschädigt. Erst 1717 erfolgte ihre Wiederherstellung. Aus dieser Zeit stammt auch die Ausstattung (Empore, Kanzel und Kruzifix). Das Taufbecken stammt aus dem Jahr 1781. Zu der Kirche gehörte ursprünglich auch ein Friedhof.
Während des Zweiten Weltkriegs musste eine der beiden Glocken abgegeben werden. Sie wurde erst 1954 durch eine neue Glocke ersetzt. Von 1982 bis 1984 wurde die Kirche innen und außen umfassend renoviert, von 1984 bis 1991 die ursprüngliche Kirchhofmauer wieder aufgebaut. 1993 erhielt die Kirche eine von Helmuth Rödel geschnitzte Heiligenfigur des Mauritius, 2013 eine neue Orgel.
St. Mauritius ist keine eigenständige Kirchengemeinde. Alle zwei Wochen wird Sonntagsgottesdienst gefeiert, daneben an allen hohen Feiertagen und Kasualgottesdienste (Hochzeit, Taufe).

## Baubeschreibung
St. Mauritius ist eine aus Sandsteinquadern errichtete Chorturmkirche. Der Saalbau im Westen hat an der Süd- und Nordseite zwei Achsen von Stichbogenfenster, das Rundbogenportal an der Nordseite. Er schließt mit einem Satteldach ab. Der zweigeschossige Chorturm hat ein Stichbogenfenster an der Ostseite, im Glockengeschoss an allen Seiten kleine Rundbogenschallöffnungen und schließt mit einem oktogonalen Spitzhelm ab.
Der einschiffige Saal hat an der West- und teilweise an der Südseite eine Holzempore. Die Ostseite ist durch ein Rundbogenportal mit dem Chor verbunden. In diesem steht der Altar, eine mittelalterliche Steinmensa mit einer einfachen spätgotischen Predella, darüber ein Holzkruzifix aus der Barockzeit und zwei spätgotische Heiligenfiguren wohl Ende des 15. Jahrhunderts. Die linke Figur stellt Maria dar, die rechte Elisabeth. Kruzifix und Heiligenfiguren waren bis 1984 an der Südwand angebracht. Links und rechts vom Altar gibt es Chorgestühl wohl aus dem 18. Jahrhundert.
Die Kanzel mit Schalldeckel befindet sich in der Südostecke des Saales. Sie hat einen polygonalen Korb mit Andeutungen von Blendarkaden und Gebälk, der auf einer gedrehten Säule steht. Das kelchförmige Taufbecken steht vor dem Rundbogenportal links von der Achse. Er besteht aus Sandstein und ist mit 1781 bezeichnet. Er ist oktogonal und hat an vier Seiten geflügelte Engelsköpfe. Der Holzdeckel ist späteren Datums. Die Holzbänke des Kirchenschiffs stammen wohl aus dem 18. Jahrhundert.